# Дощанка
До́щанка — заповідне урочище місцевого значення в Україні. Об'єкт природно-заповідного фонду Івано-Франківської області. 
Розташоване на території Надвірнянського району Івано-Франківської області, на схід від села Зелена. 
Площа 29 га. Статус надано згідно з рішенням облвиконкому від 19.07.1988 року № 128. Перебуває у віданні ДП «Надвірнянський лісгосп» (Зеленське л-во, кв. 15, вид. 26, 34, 41—49). 
Статус присвоєно для збереження частини лісового масиву — резервату модрини європейської віком 90—100 років. 